# Luke Wilkshire
Luke Wilkshire, född 2 oktober 1981 i Wollongong, Australien, är en australisk fotbollsspelare som spelar för Wollongong Wolves. Han har även representerat Australiens landslag.